# Erich Herrmann
Erich Karl Albert Otto Herrmann (Berlim, 31 de maio de 1914 - Hamburgo, 13 de abril de 1989) foi um handebolista e treinador de campo alemão, campeão olímpico.
Fez parte do elenco campeão olímpico de handebol de campo nas Olimpíadas de Berlim de 1936.